# おおたたけし
おおた たけしは、日本の漫画家、原画家、イラストレーター。男性。別ペンネームは大田 武志。ロリータ系の漫画、原画が多い。

## 作品リスト

### 原画
- 『晴れのち胸さわぎ』 （1995年11月10日発売、カクテル・ソフト）※大田武志名義
- 『晴れのちときどき胸さわぎ』 （1997年4月25日発売、カクテル・ソフト）※大田武志名義
- 『らぶ2ナビゲーション 〜恋の免許講習〜』 （2000年8月11日発売[3]、カクテル・ソフト） ※大田武志名義
- 『XXXXX』 （2001年6月29日発売[4]、ストーンヘッズ）
- 『虹の彼方に』 （2003年2月7日発売[5]、F&C FC03）
- 『たまきゅう』 〈2003年6月27日発売、フェアリーテール(月星組)〉
- 『THE 恋愛ホラーアドベンチャー 漂流少女』 （2003年7月24日発売、ディースリー・パブリッシャー）
- 『どきどきクローゼット』 （2003年12月26日発売、pianissimo）
- 『Canvas2 〜茜色のパレット〜』 （2004年4月23日発売、F&C FC01）※絵コンテ
- 『空色の風琴』 （2004年3月26日発売、THE LOTUS）
- 『虐襲』 （2004年7月2日発売[6]、Anim）
- 『特命戦隊ユズレンジャー』 （2005年6月24日発売[7]、Anim）
- 『おいしい魔法のとなえかた。』 （2007年2月23日発売[8]、C:drive.）
- 『SYOKUSYULIEN 〜淫獄の大地〜』 （2007年8月24日発売[9]、ninetail）
- 『埼狂痴漢電車 〜7人の獲物達〜』 （2008年8月29日発売[10]、DMM）

### 挿絵
- 『麻那美〜淫虐宴』 （1997年7月発売、著：矢月秀作、コンパス〈Compass auslese novels〉、ISBN 4-906407-85-4）

### 漫画
- 『ちっちゃいトコ♥スキ!』 （2006年4月25日発売[11]、茜新社〈TENMACOMICS LO〉、ISBN 4-87182-841-7）
- 『サキュバス・ディストーション!』 （2008年3月29日発売[12]、キルタイムコミュニケーション〈二次元ドリームコミックス134〉、ISBN 978-4-86032-553-4）
- 『ナイショのりとるえくすたしー』 （2009年10月26日発売[13]、茜新社〈TENMACOMICS LO〉、ISBN 978-4-86349-105-2）
- 『エンジェリック・デザイア』 （2011年11月22日発売[14]、キルタイムコミュニケーション〈二次元ドリームコミックス254〉、ISBN 978-4-7992-0161-9）
- 『ぜったい♡快感めかにずむ』 （2013年7月26日発売[15]、茜新社〈TENMACOMICS LO #140〉、ISBN 978-4-86349-378-0）
- 『サディスティック・ネメシス』 （2014年10月31日発売[16]、キルタイムコミュニケーション〈二次元ドリームコミックス〉、ISBN 978-4-7992-0645-4）